# Torneo de Chennai 2009
El Abierto de Chennai es un evento de tenis de la serie 250 desde el 2009, anteriormente era conocida como International Series, el torneo se disputa en Chennai, India entre el 5 y 10 de enero de 2009.

## Campeones
- Individuales masculinos:  Marin Čilić derrota a  Somdev Devvarman 6-4, 7-6(3)

- Eric Butorac /  Rajeev Ram derrotan a  Jean-Claude Scherrer /  Stanislas Wawrinka, 6-3, 6-4

## Cabezas de serie
A continuación se detallan los cabeza de serie de cada categoría. Los jugadores marcados en negrita están todavía en competición. Los jugadores que ya no estén en el torneo se enumeran junto con la ronda en la cual fueron eliminados.

### Cabezas de serie (individuales)
| 1. | Nikolay Davydenko  | pierde ante | Lukas Dlouhy     | 2.ª ronda        |
| 2. | Stanislas Wawrinka | pierde ante | Flavio Cipolla   | 1.ª ronda        |
| 3. | Marin Čilić        | vence a     | Somdev Devvarman | Campeón          |
| 4. | Ivo Karlović       | pierde ante | Somdev Devvarman | Cuartos de final |
| 5. | Rainer Schuettler  | pierde ante | Somdev Devvarman | Semifinal        |
| 6. | Carlos Moyá        | pierde ante | Somdev Devvarman | 2.ª ronda        |
| 7. | Janko Tipsarević   | pierde ante | Marin Čilić      | Cuartos de final |
| 8. | Marcel Granollers  | pierde ante | Marin Čilić      | Semifinal        |

### Cabezas de serie (dobles)
| 1. | Mahesh Bhupathi Mark Knowles | pierden ante | Jean-Claude Scherrer Stanislas Wawrinka | Cuartos de final |
| 2. | Lukas Dlouhy Leander Paes    | pierden ante | Björn Phau Rainer Schuettler            | 1ª ronda         |
| 3. | Rogier Wassen Lovro Zovko    | pierden ante | Eric Butorac Rajeev Ram                 | Cuartos de final |
| 4. | Scott Lipsky David Martin    | pierden ante | Jean-Claude Scherrer Stanislas Wawrinka | Semifinal        |